# Анджара
Анджара (араб. عنجرة) — стародавнє місто на півночі Йорданії. Розташоване в провінції Аджлун за 73 км на північ від Амману, столиці країни. Населення міста за переписом 2015 року становить 25 981 осіб, що робить Анджару другим містом провінції за чисельністью населення після Куфранджі.

## Етимологія
Назва міста складається з двох слів: Айн, що арабською позначає колодязь та Джара, яке з мертвої сирійської мови переклдається, як текти. Отже, буквально Анджара означає «колодязь, що тече».

## Історія
Анджара згадується в османському дефтері 1596 року, де йдеться про її розташування в нахії Аджлун. Тодішнє населення міста складалося з 27 мусульманських родин, 4 мусульманських неодружених чоловіків, 13 християнських родин і одного неодруженого християнина. Вони сплачували фіксований податок розміром 25% на різні сільськогосподарські продукти, що загалом становив 10 тис. акче.
У 1838 році мешканцями Анжари були переважно мусульмани-суніти та грецькі православні християни.
За даними перепису населення Йорданії 1961 року в Анжарі проживало 3163 осіб, з яких 719 були християнами.

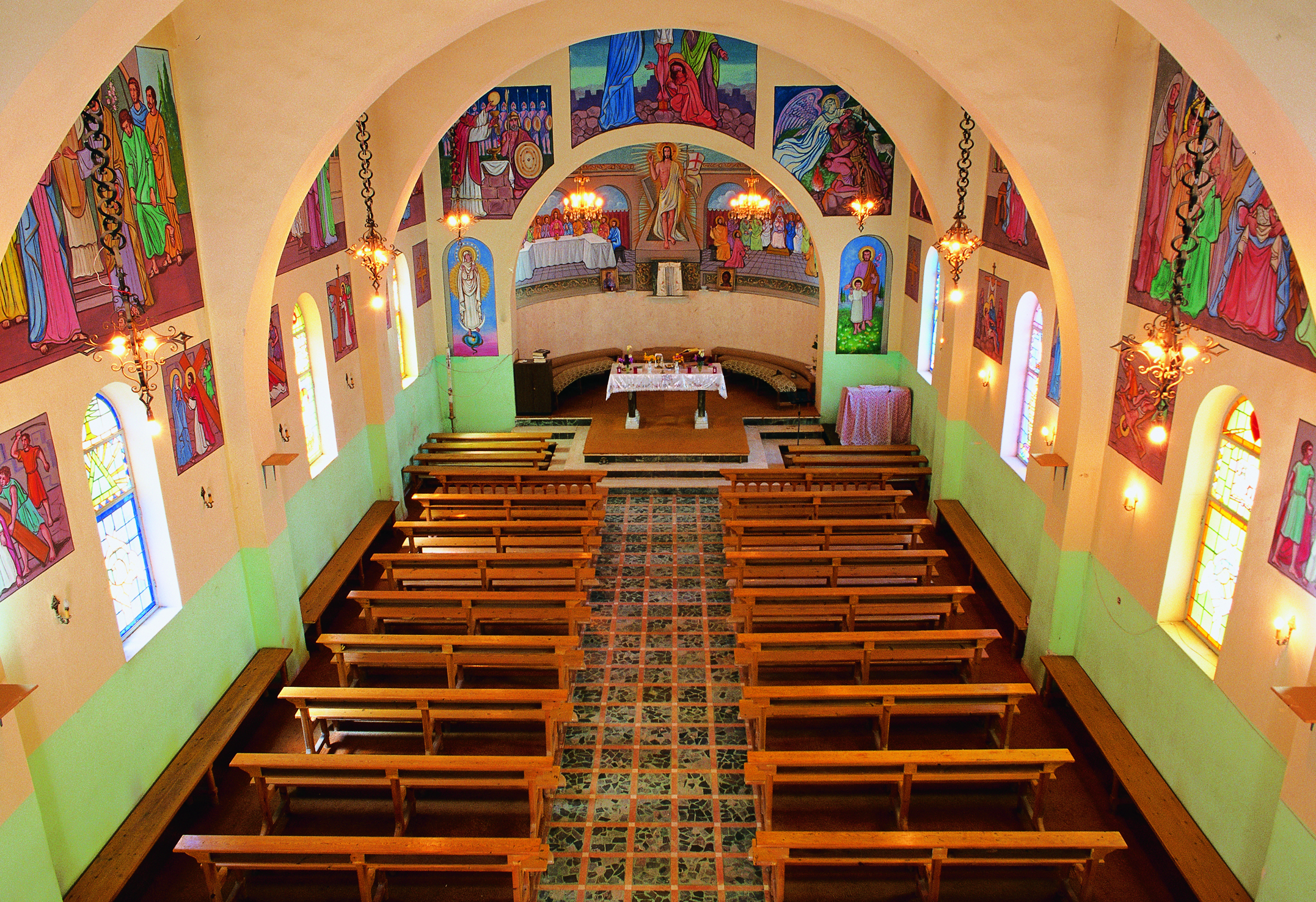
Церква Богоматері на Горі в Анджарі — пам'ятка католицького паломництва на Близькому Сході